# Seckau
Seckau osztrák mezőváros Stájerország Mura-völgyi járásában. Bencés apátságáról híres és hogy régen itt volt a Graz-Seckaui egyházmegye központja. 2017 végén 1281 lakosa volt.

## Fekvése

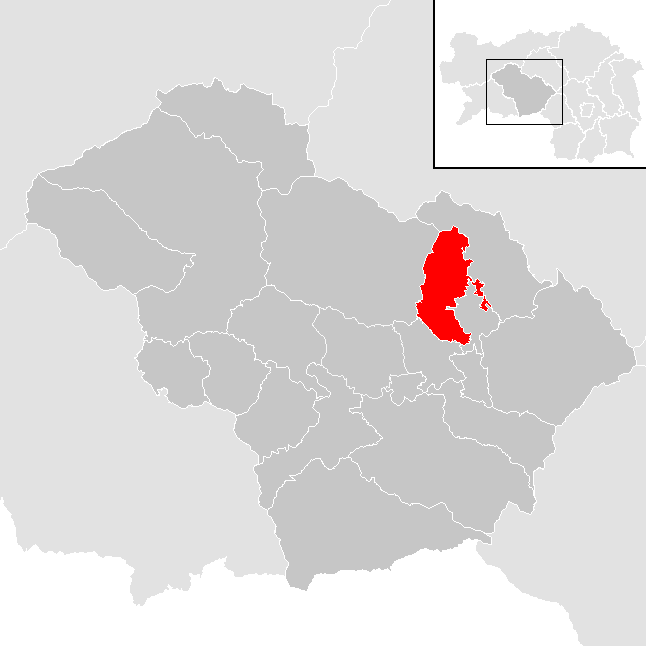
Seckau a Mura-völgyi járásban

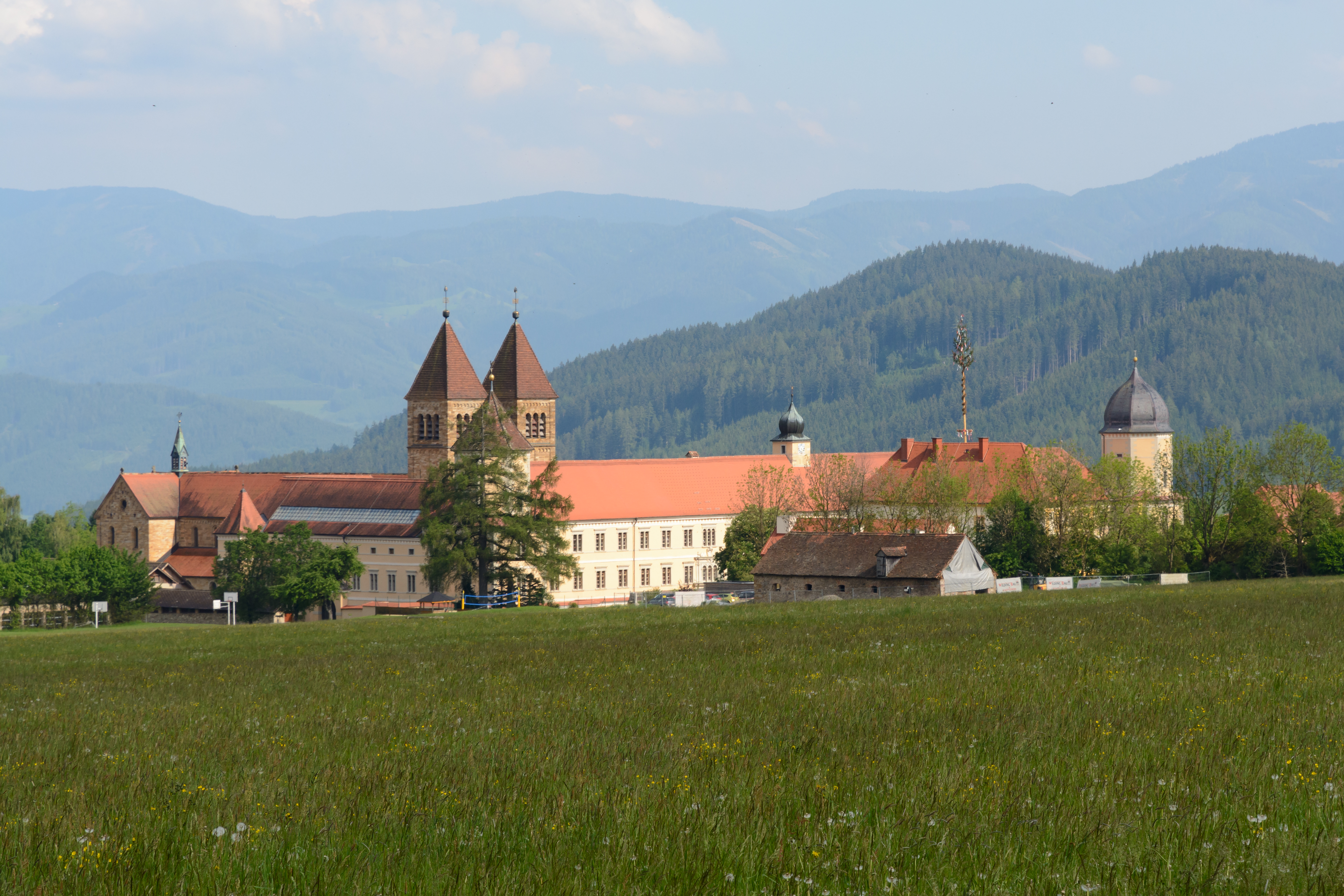
A seckaui apátság

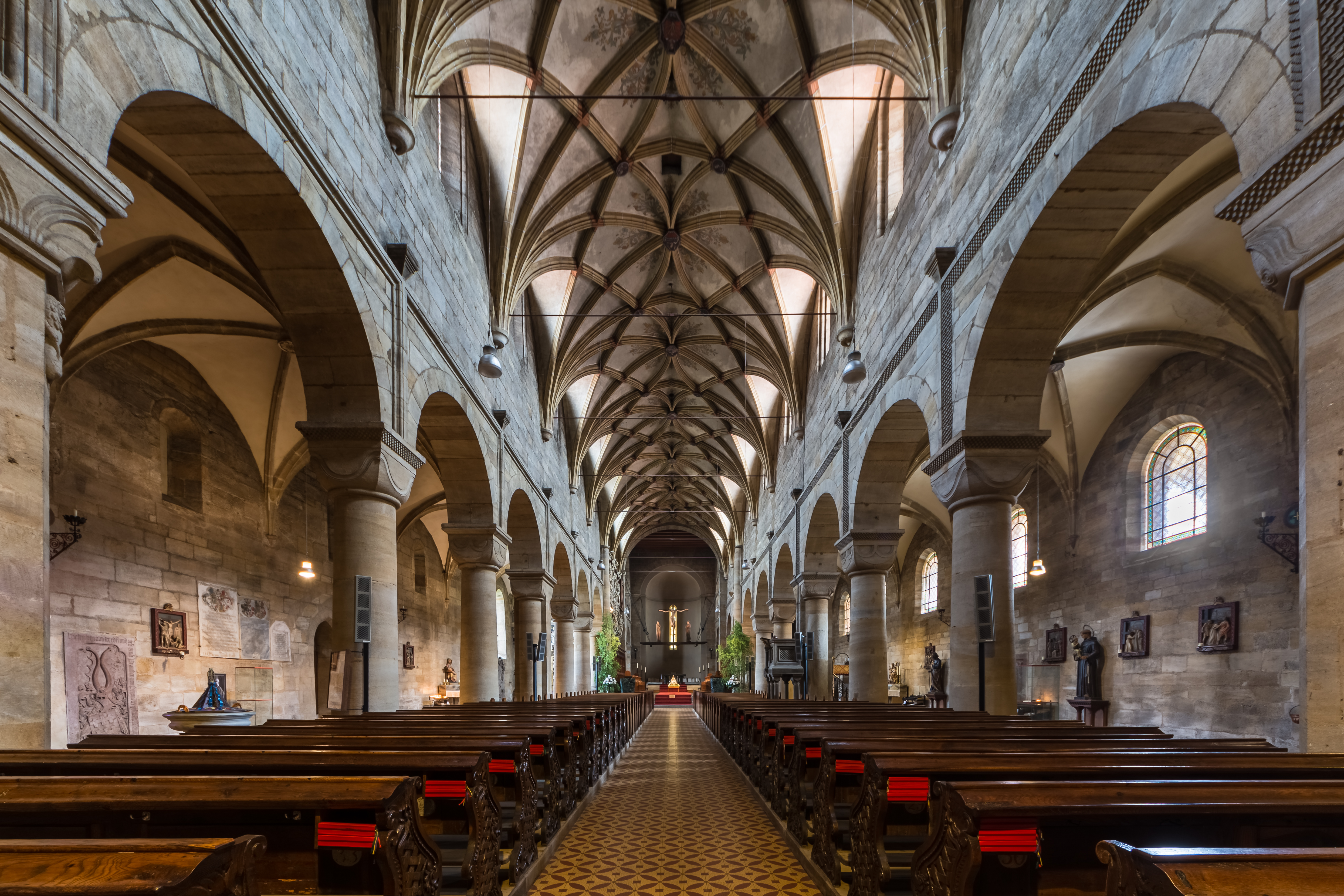
Az apátsági bazilika belső tere

Seckau Felső-Stájerországban fekszik, az Alacsony-Tauern hegységrendszer legkeletibb hegyei, a Seckaui-Tauern (vagy Seckaui-Alpok) között, a Mura völgyének egy mellékvölgyében. Az önkormányzathoz három katasztrális községben (Dürnberg, Neuhofen, Seckau) öt település tartozik: Dürnberg (186 lakos), Hart (148), Neuhofen (180), Seckau (603) és Sonnwenddorf (186).
A környező önkormányzatok: északkeletre Sankt Marein-Feistritz, délkeletre Kobenz, délre Spielberg, nyugatra Gaal.

## Története
Seckau neve először 1142-ben fordul elő a fellelhető írott forrásban, I. Konrád salzburgi érsek egyik oklevelében. Neve a felégetett erdőt jelentő szláv zegova szóból ered.
Az ágostonrendi kolostort 1140-ben alapította Adalram von Waldeck (akkor még St. Mareinben, de két év múlva a szerzetesek Seckauba költöztek). Néhány évvel később apácazárdával is kiegészítették. Az 1218-ban alapított Seckaui püspökség az apátságba helyezte a székhelyét. Egy 1259-es tűzvészben a kolostor nagy része elpusztult. Az apácazárdát 1491-ben, az ágostonos apátságot pedig 1782-ben bezárták, II. József császár egyházellenes rendeletei miatt.
1660-ban I. Lipót császár meglátogatta a kolostort, és a mellette lévő településnek mezővárosi jogokat adományozott. 1714-ben pestisjárvány sújtotta a térséget, ezért Seckau polgársága fogadalmat tett, hogy minden évben Szűz Mária látogatásának ünnepén (július 2.) felzarándokolnak a Hochalm csúcsára. A szokás ma is él, a július 2. utáni első vasárnapon tartják. A pestis megszűntének örömére 1719-ben emlékoszlopot állítottak.
Miután a kolostort a császár 1782-ben bezáratta (ekkor került az egyházmegye központja Grazba), az épületkomplexum 1883-ban a bencés rend kezébe került, amely Németországból menekült Bismarck Kulturkampfja elől. A bencések iskolát nyitottak az épületben (ma gimnázium). 1886-ban a bazilika északi tornya összedőlt; ezután a másikat is lebontották, majd 1891–1893-ban mindkettőt újjáépítették.
1940-ben a náci kormányzat elkobozta a szerzetesrendtől az épületet, de a második világháború után, 1945-ben visszaszolgáltatták.

## Lakossága
2015-ben az 1260 körüli helybeli 97,4%-a volt osztrák állampolgár; a külföldiek közül 0,8% a régi (2004 előtti), 1% az új EU-tagállamokból érkezett. 2001-ben a lakosok 95,7%-a római katolikusnak, 1,2% evangélikusnak, 1,2% pedig felekezeten kívülinek vallotta magát.

## Látnivalók

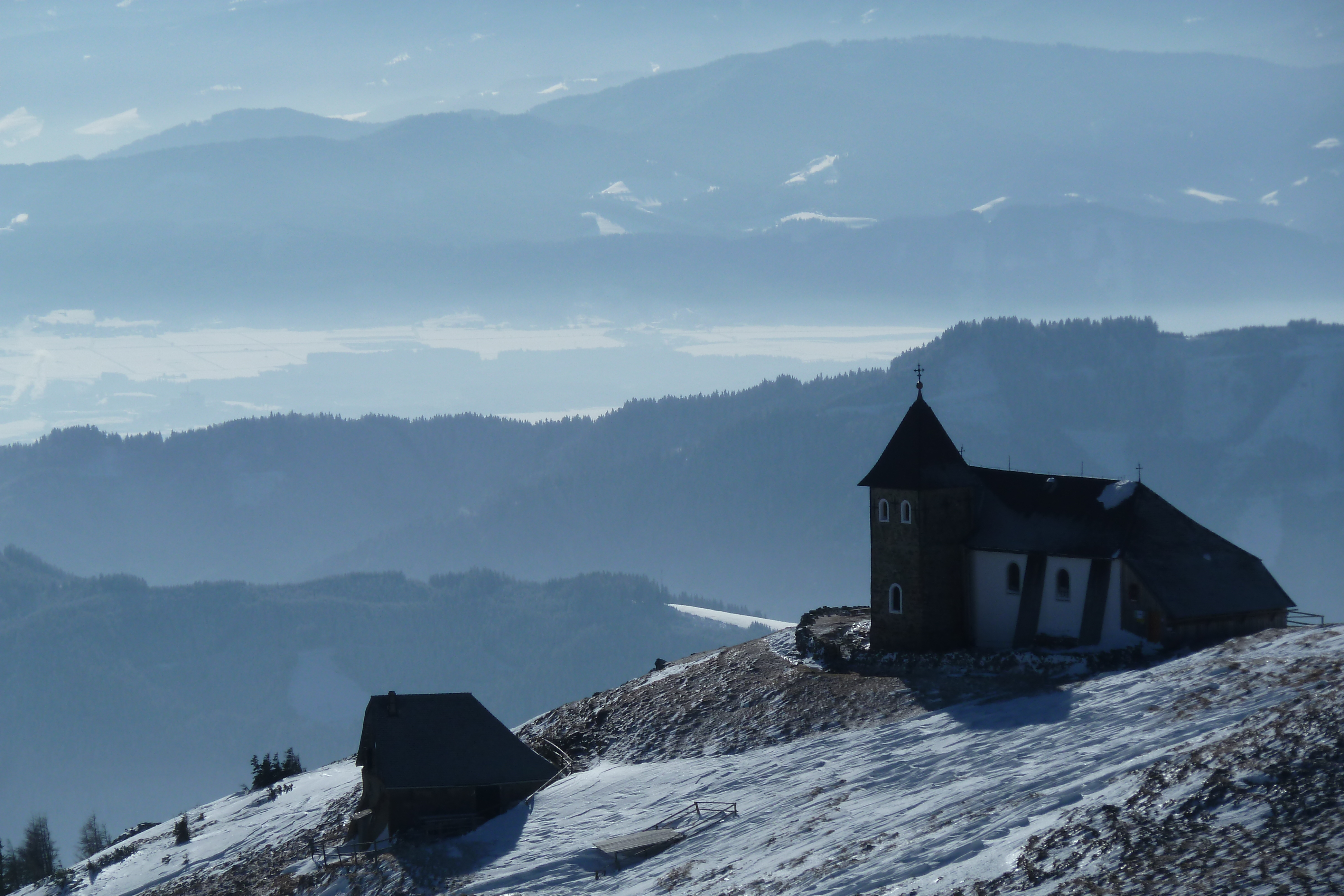
A Havas Szűz Mária-templom, a Hochalmon

- a seckaui apátság Ausztria egyik legjelentősebb kolostorépülete. Az épületegyüttes reneszánsz, a bazilika (1782-ig katedrális) román stílusú.
- II. Károly főherceg mauzóleuma a bazilikában
- Havas Szűz Mária-zarándoktemplom a Hochalm csúcsán (1822 m magasan)
- Kálváriatemplom az 1194 méteres Tremmelbergen
- az 1719-es pestisoszlop
- az 1830-ban épült biedermeier stílusú Oberwirt-fogadó
- a műemlék városháza (volt leányiskola)

## Híres seckauiak
- Leopold von Pebal (1826–1887) vegyész

## Fordítás
- Ez a szócikk részben vagy egészben  a   Seckau című német Wikipédia-szócikk ezen változatának fordításán alapul.  Az eredeti cikk szerkesztőit annak laptörténete sorolja fel. Ez a jelzés csupán a megfogalmazás eredetét és a szerzői jogokat jelzi, nem szolgál a cikkben szereplő információk forrásmegjelöléseként.